# 두들 갓
두들 갓(Doodle God)은 미국의 비디오 게임 개발사 조이비츠가 개발한 퍼즐 비디오 게임으로, 원래 iOS 및 어도비 플래시용으로 출시되었다. 이 게임은 비슷한 웹 게임인 리틀 알케미와 거의 같은 시기에 출시되었으며, 두 게임 모두 1997년 도스 게임인 알케미에서 영감을 받은 게임 플레이를 공유한다.

## 게임 플레이
두들 갓으로서 플레이어는 사용 가능한 요소를 결합하여 새로운 요소를 얻어야 한다. 조합은 물리적(예: 물과 용암을 결합하여 증기와 돌을 얻는 것)일 수도 있고 은유적(예: 물과 불을 결합하여 알코올을 얻는 것)일 수도 있다. 게임은 네 가지 고대 원소(불, 물, 공기, 흙)만으로 시작하며, 26개 범주에 걸쳐 249개 원소 발견에 중점을 둔다. 플레이어가 막히면 몇 분마다 힌트를 얻을 수 있다.

## 평가
두들 갓은 웹 게임 포털 뉴그라운즈에서 주간 사용자 선택 상을 수상했다. 이 게임은 상업적으로 성공을 거두었으며, 두들 데블, 두들 킹덤, 두들 크리처스, 두들 탱크, 두들 팜과 같은 속편과 스핀오프를 만들어 조이비츠의 주력 게임 시리즈가 되었다.